# الذئاب لا تنام
الذئاب لا تنام هو فيلم جريمة مغربي صدر سنة 2014، من إخراج هشام الجباري، وبطولة كل من إسماعيل أبو القناطر، عزيز داداس، محمد مروازي، فاطمة الزهراء بناصر، مريم باكوش، جمال الدين الدخيسي، أمين الناجي. تدور الأحداث حول اكتشاف جثة فتاة شابة في غابة بضواحي المدينة، والتحقيق الذي تقوده الشرطة لمعرفة الجاني.

## القصة
يحكي الفيلم قصة جثة يتم اكتشافها فيتم استدعاء رجل أعمال مشهور يدعى «سلام الشياظمي» للاستماع إلى أقواله فينكر صلته بالضحية «سميرة».
وتمكن براعة المفتش «فاضل» من الإيقاع به ويتم اعتقاله فتعترف «نور»، الفتاة المجهولة أن جريمة القتل مكيدة مدبرة ضده، لكنه بدوره يكشف حقائق أخرى تتجلى في أن علاقته بالضحية كانت أكثر من مجرد علاقة عابرة.

## جوائز
فاز الفيلم بجائزة أحسن إخراج خلال فعاليات الدورة الرابعة لمهرجان مكناس للفيلم التلفزيوني، الذي احتضنته قاعة دار الثقافة الفقيه محمد المنوني من 13 إلى 18 مارس 2015. 

## روابط خارجية
- الذئاب لا تنام على موقع قاعدة بيانات الأفلام العربية
- فيلم الذئاب لا تنام على موقع قناة الأولى